# Morawka (osiedle)

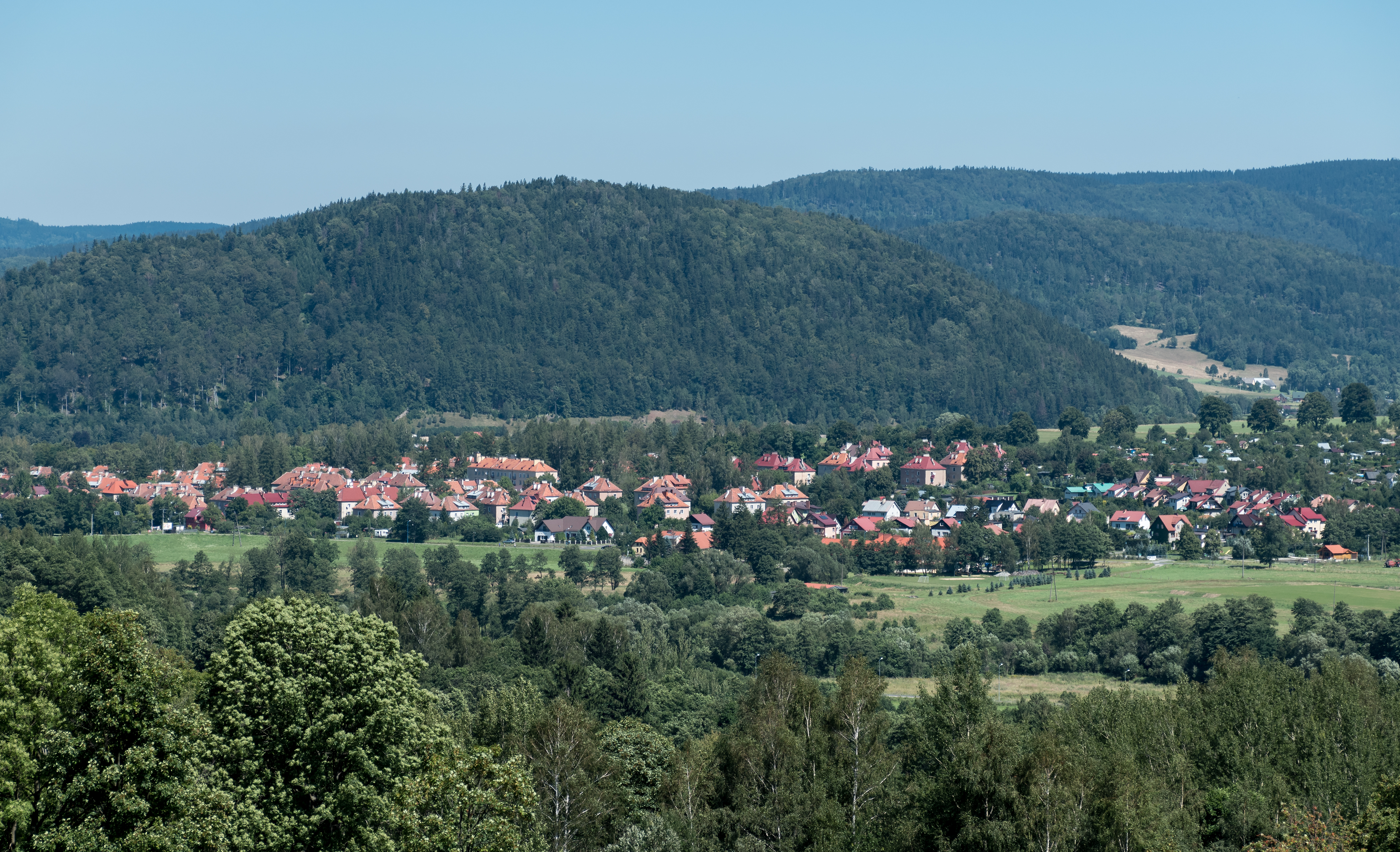
Osiedle Morawka – widok od południowego zachodu

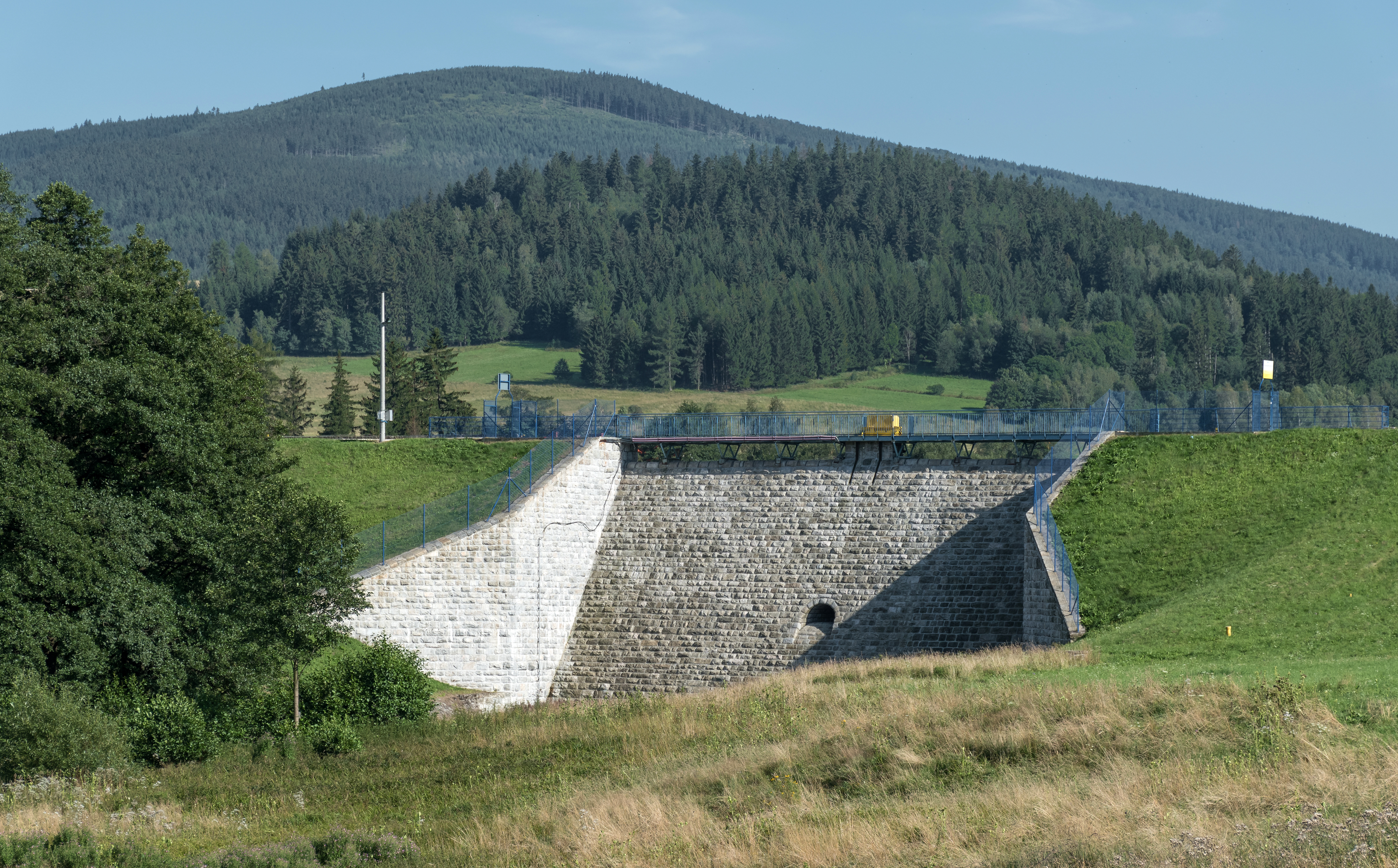
Zapora zbiornika retencyjnego w Morawce

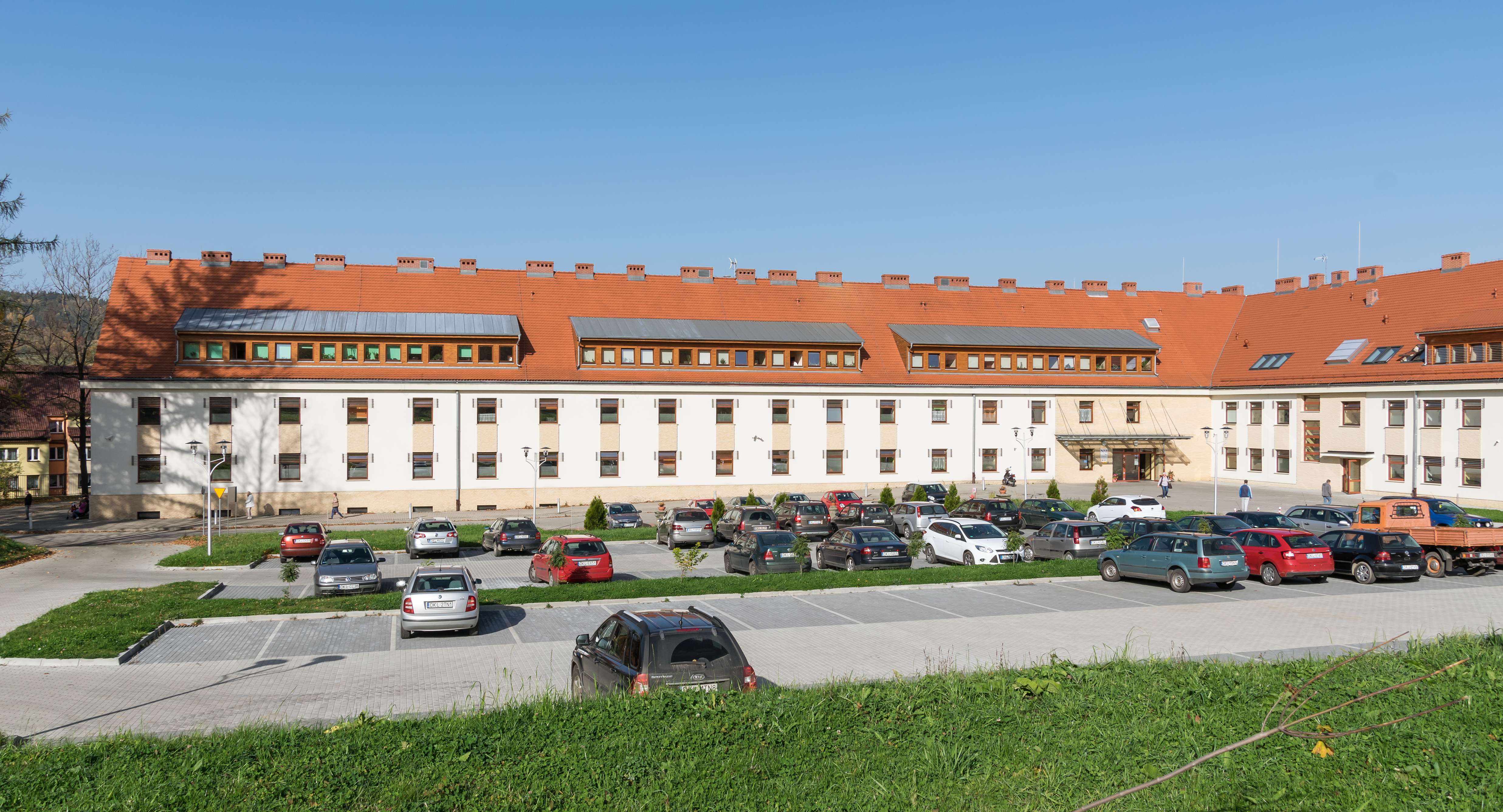
Szpital psychiatryczny

Morawka – osiedle mieszkaniowe, część Stronia Śląskiego wybudowane w latach 1948–1952, w pobliżu którego przepływa rzeka Morawka, od której osiedle wzięło swoją nazwę.

## Lokalizacja
Położone jest w południowej części miasta, na stoku niewielkiego wzniesienia Gór Bialskich (ok. 505 m n.p.m.), w rozwidleniu dróg do Starej Morawy i Młynowca, w pobliżu rzeki Morawka. Osiedle obejmuje następujące ulice:
- ul. T. Kościuszki (górna część), ul. Morawka, ul. Akacjowa, ul. Sudecka, ul. Klonowa w starszej części,
- ul. M. Kopernika, ul. Świerkowa, ul. Jaworowa w nowej części.

## Historia
Powstało w latach 1948–1952 przy ówczesnej niewielkiej wsi, będąc częścią radzieckiej inwestycji związanej z pozyskiwaniem rud uranu w złożu Kopaliny w okolicach Kletna (osiedle o zbliżonym wyglądzie i przeznaczeniu powstało przy kopalniach uranu w Kowarach). Po wycofaniu się Rosjan, wskutek spadku opłacalności wydobycia w 1953 r., osiedle zostało przekazane do użytku publicznego. Część powierzchni wydzielono na sporej wielkości Wojewódzki Szpital dla Nerwowo i Psychicznie Chorych, przeniesiony tu z Trzebieszowic, z Zamku na Skale. Istnieją przypuszczenia, że w szpitalu tym Rosjanie przetrzymywali początkowo również polskich więźniów politycznych. Pozostałą część budynków przekazano gminie i przeznaczono na cele mieszkalne.

## Układ przestrzenny
Układ osiedla jest dobrym przykładem planowania przestrzennego, które czerpało jeszcze z doświadczeń i teorii planistycznych okresu przed 1939 r. Osiedle założone jest na terenie o nieregularnym zarysie. Większą, zachodnią część stanowi obszar zabudowany. Układ ulic jest zróżnicowany. Niektóre odcinki są dwustronnie osadzona na półokręgu, tworząc interesujący układ. Domy wielorodzinne i bloki mieszkalne, typowe dla budownictwa lat 50. XX wieku, z czterospadowym dachem krytym ceramiczną dachówką. Część z nich stanowiła zaplecze usługowe i handlowe, a całość przypominała niewielkie, samodzielne miasteczko.
Mniejsza, wschodnia część to park miejski na terenach nadrzecznych z nasadzeniami z lat budowy osiedla. W parku ścieżki spacerowe z ławkami, tereny trawiaste, ścieżka zdrowia i plac zabaw dla dzieci z lat 80. XX wieku.
W południowej części osiedla Morawka od lat 80. XX wieku powstaje osiedle domów jednorodzinnych. Od wschodu do osiedla przylega teren Pracowniczych Ogrodów Działkowych "Krokus". Na wysokości osiedla na rzece wybudowana jest tama wraz z suchym retencyjnym zbiornikiem przeciwpowodziowym. Ponad osiedlem znajduje się stacja wodociągowa zaopatrująca całe miasto.

## Szpital
Na terenie dużej części osiedla od 1952 roku zlokalizowany jest Wojewódzki Szpital dla Nerwowo i Psychicznie Chorych. Od lat 90. XX wieku szpital stopniowo podupada odsprzedając kolejne budynki lub przekazując je do zasobu mienia komunalnego. W roku 2008 szpital opiekował się ok. 400-osobową grupą pacjentów, zatrudniając ok. 400 pracowników.

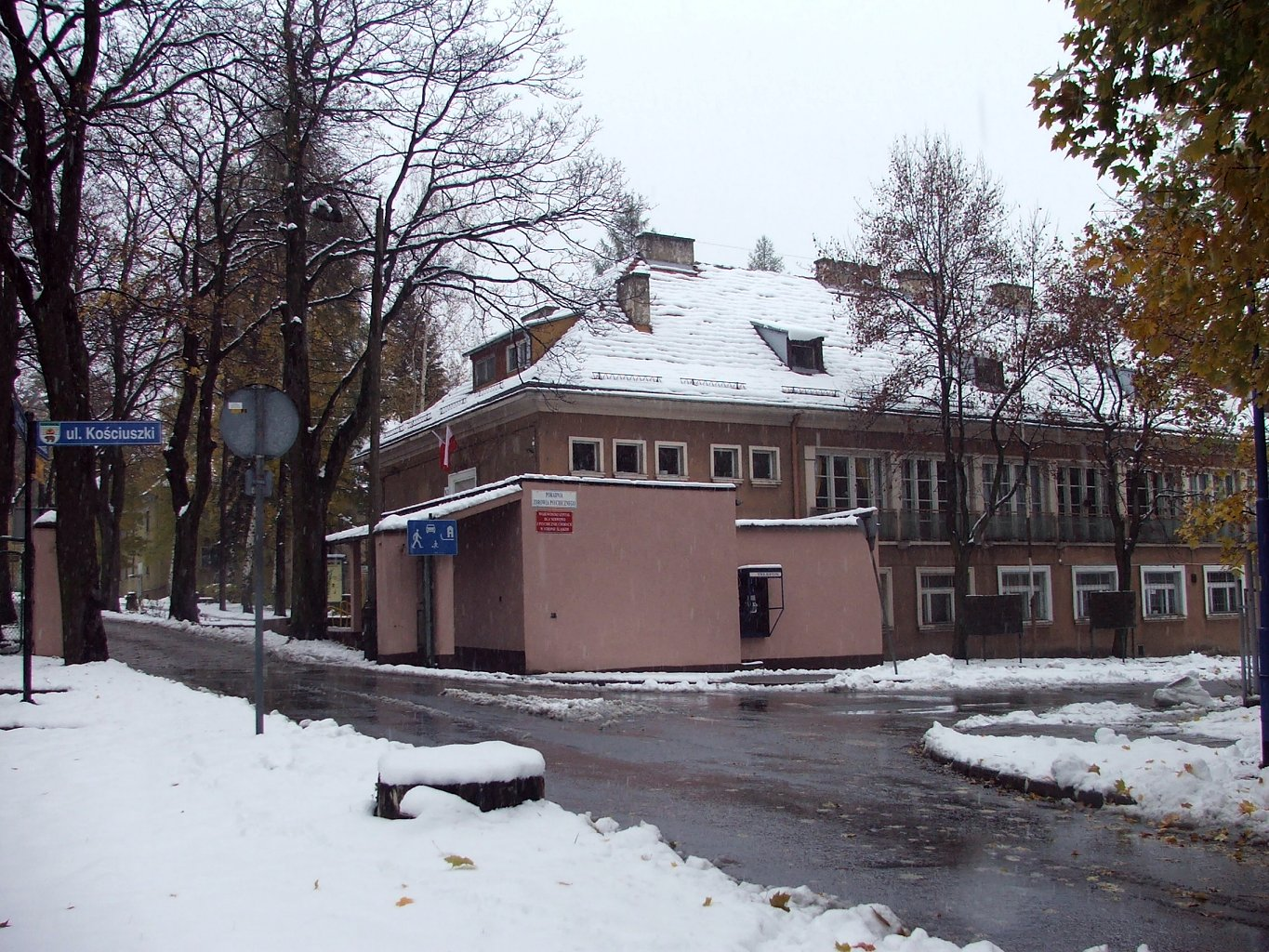
Brama główna szpitala
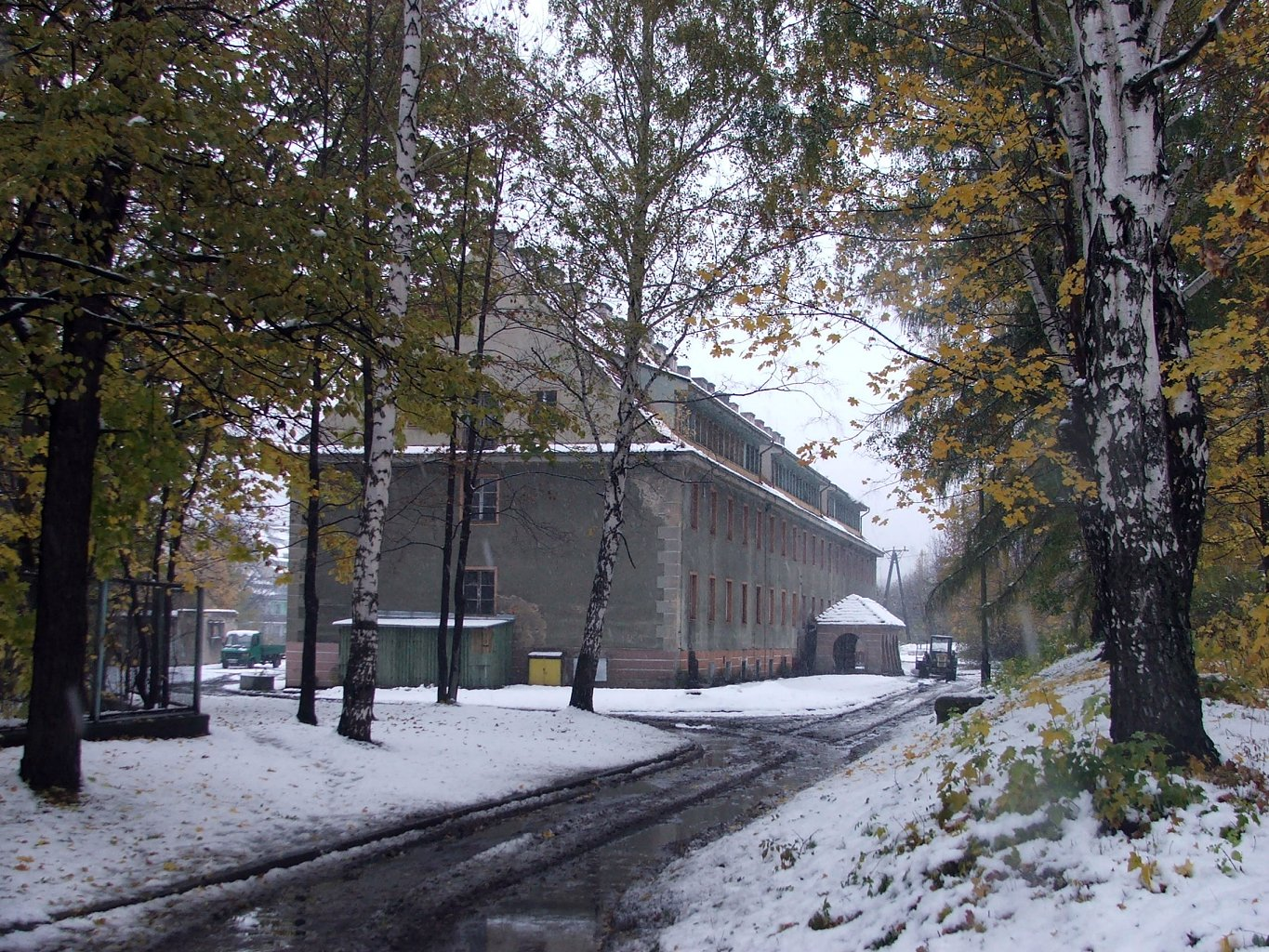
Budynek dawnych WTZ